# Gerardo Martino
Gerardo Daniel "Tata" Martino (* 20. listopadu 1962, Rosario, Argentina) je argentinský fotbalový trenér.

## Trenérská kariéra
S Barcelonou podepsal v červenci 2013 smlouvu na dvě sezóny. V srpnu 2013 získal s týmem první trofej – španělský Superpohár Supercopa de España 2013, v němž si FC Barcelona poradila s Atléticem Madrid. 26. října 2013 porazil jeho tým na Camp Nou Real Madrid 2:1, šlo o jeho první vítězství v El Classicu (jak bývají souboje Barcelony s Realem Madrid nazývané). První porážka v soutěžním zápase přišla 26. listopadu 2013 během jeho 21. utkání v pozici trenéra Barcelony, mužstvo podlehlo v Lize mistrů 1:2 Ajaxu Amsterdam. Poté, co v sezoně 2013/14 nevyhrál s Barcelonou žádnou trofej, rozhodl se v květnu 2014 na funkci rezignovat, ačkoli měl smlouvu ještě na další sezonu.
V srpnu 2014 se stal trenérem argentinské reprezentace, vystřídal Alejandra Sabellu, který se funkce vzdal po Mistrovství světa 2014 v Brazílii, kde Argentina získala stříbrné medaile.
V červnu 2023 se stal trenérem amerického klubu Inter Miami, kde bude trénovat staronové hráče z Barcelony Messiho a Busquetse.